# Emanuel Herrera
Emanuel Herrera (Rosario, 13 april 1987) is een Argentijns voetballer die doorgaans speelt als spits. In juli 2025 verruilde hij Quilmes voor Deportes La Serena.

## Clubcarrière
Herrera stroomde door vanuit de jeugd van Rosario Central. Dat verhuurde hem in eigen land aan Chacarita Juniors, Sportivo Italiano en Patronato. Nadat Rosario hem in januari 2011 verkocht aan Concepción maakte hij voor die club 27 doelpunten in 35 wedstrijden, in de Primera B. Na ook twee doelpunten in twee wedstrijden in de Primera División nam competitiegenoot Unión Española hem over. Hiervoor maakte hij elf doelpunten.
In de zomer van 2012 haalde Montpellier Herrera naar Frankrijk. Bij de toenmalig regerend Frans kampioen verving hij de naar Arsenal vertrokken Olivier Giroud. In januari 2014 werd besloten hem te verhuren, aan Club Tigres. In Mexico speelde Herrera tien competitiewedstrijden. Na zijn terugkeer werd hij van de hand gedaan aan Emelec, waar hij zijn handtekening zette onder een verbintenis voor de duur van vier jaar. In januari 2017 verhuurde Emelec de Argentijn voor het restant van het kalenderjaar aan Melgar. Na een half jaar werd deze verhuurperiode overgenomen door het Mexicaanse Lobos.
Sporting Cristal werd in januari 2018 de nieuwe werkgever van Herrera. Na meer dan zestig competitietreffers in drie seizoenen keerde Herrera begin 2021 terug naar zijn gebroorteland, waar hij voor Argentinos Juniors ging spelen. Een jaar later nam Celaya hem over. Ook hier was Herrera een jaar actief, voor hij verkaste naar Universitario in Peru. Ñublense werd in februari 2024 zijn nieuwe club. Herrera ging in de zomer van dat jaar voor Quilmes spelen. Een jaar later nam Deportes La Serena hem over.

## Erelijst
| Competitie       | Aantal | Jaren      |        |        |
| Emelec           | Emelec | Emelec     | Emelec | Emelec |
| ---------------- | ------ | ---------- | ------ | ------ |
| Serie A          | 2      | 2014, 2015 |        |        |
| Sporting Cristal |        |            |        |        |
| Primera División | 2      | 2018, 2020 |        |        |